# Djeoromitxí
I Djeoromitxí (o anche Jabuti, Yabutí) sono un piccolo gruppo etnico, vicino all'estinzione, del Brasile che ha una popolazione stimata in circa 123 individui. Parlano la lingua Jabuti (codice ISO 639: JBT) e sono principalmente di fede animista.
Vivono nello Stato brasiliano di Rondônia, nei pressi di Rio Branco.